# Arnaut Daniel
Arnaut Daniel, né à Ribérac vers 1150, est un troubadour périgourdin de langue d'oc de la fin du XIIe siècle.
Par-delà la renommée dont il bénéficia au cours de sa vie, l’influence d'Arnaut Danièl dans la littérature post-médiévale a été considérable. Ce troubadour de langue d'oc fit tout particulièrement l’admiration des poètes italiens de la fin du Moyen Âge et de la Renaissance. À son sujet, Dante et Pétrarque écrivirent par exemple qu’en tant que "grand maître d’amour", il fut "le meilleur forgeron du parler maternel", dont le style "fait encore honneur au pays qui l’apporte ».
Il a laissé des poèmes érotiques (manuscrits à la Bibliothèque nationale de France). Arnaut est l'un des tous premiers poètes à écrire des poèmes d'un genre qui sera par la suite appelé sextine, chef-d’œuvre d’acrobatie littéraire largement adopté à sa suite et ayant connu un regain d'intérêt XXe siècle dans l'Oulipo. La sextine impose que les six vers de chaque strophe se terminent par six rimes disposées alternativement selon la permutation 6-1-5-2-4-3. Le septième et dernier couplet, composé de trois vers seulement, doit comporter les six mots-clés du poème. Voici un extrait, en langue d'oc :
Quand me soveni de la cambra
Ont a mon dam sai que nulhs òm non intra
Ans me son tots plus que fraire ni oncle,
Non ai membre non fremisca, neis l'ongla
Aicí com' fai l'enfant denant la verga
Tal paur ai no'l siá tròp de l'arma
Del cors li fos, non de l'arma
E consentis m'a celat dins sa cambra !
Que plus me nafra'l còr que còps de verga
Car lo sieus sers lai ont ilh es non de intra
Tots temps serai amb lieis com' carns e ongla
E non creirai chastic d'amic ni d'oncle
Arnaut trasmet sa chanson d'ongla e d'oncle
A grat de lieis que de sa verga a l'arma,
Son Desirat, qui pretz en cambra intra
Traduction
Quand je me souviens de la chambre
Où à mon dam je sais que personne n’entre,
Mais où tous sont pour moi plus sévères que frère ou oncle,
Je n’ai membre qui ne frémisse, ni ongle,
Ainsi que fait l’enfant devant la verge :
Telle est ma peur que tout entière lui revienne mon âme.
Puisse-t-elle mon corps, sinon mon âme,
Recevoir en secret dans sa chambre !
Cela blesse mon cœur plus que coups de verge,
Car là où elle se trouve, son esclave point n’entre ;
Je serai toujours avec elle comme sont chair et ongle,
Et n’entendrai de remontrance ni d’ami, ni d’oncle.
Arnaut envoie sa chanson d’ongle et d’oncle
Au gré de celle qui tient sous la verge son âme,
À sa Désirée, dont le Mérite en toute chambre entre.

## Liens
- Œuvres complètes sur trobar.org

## Source
Marie-Nicolas Bouillet  et Alexis Chassang (dir.), « Daniel Arnaud de Riberac » dans Dictionnaire universel d’histoire et de géographie, 1878 (lire sur Wikisource)